# Sucroester
Un sucroester (ou sucrose ester) est l'ester d'un acide gras et d'un sucre, généralement le saccharose. Ce sont des molécules tensioactives d'autant plus hydrophiles que le nombre de groupes alcool estérifiés qu'elles portent, est élevé. Leur HLB est comprise entre 1 et 16 pour du saccharose estérifié par du stéarate et elles sont employées pour leurs propriétés émulsifiantes comme agent de texture dans l'alimentaire, sous la dénomination E473.